# Templo de Denver
El Templo de Denver, Colorado, es uno de los templos construidos y operados por la Iglesia de Jesucristo de los Santos de los Últimos Días, el número 40 construido por la iglesia y el primero construido en el estado de Colorado. Situado en la urbanización Centennial, un suburbio al sur de Denver, el templo consta de un solo pináculo y jardines que en la primavera son decorados con miles de flores que, a diferencia del interior del templo, están abiertos al público. Solo el templo y un centro de distribución de materiales de la iglesia SUD están en el terreno del templo. 
Al templo, por su cercanía a las comunidades, asisten Santos de los Últimos Días provenientes del sur de Colorado, partes de Kansas. El resto de los fieles del estado de Colorado asisten al templo de Fort Collins, dedicado en 2016.

## Historia
Los registros históricos muestran que los primeros Santos de los Últimos Días en el estado de Colorado fueron miembros de la familia Rooker, pioneros mormones que se asentaron cerca de la confluencia de los ríos Cherry Creek y Platte, lugar que años más tarde se convertiría en la ciudad de Denver. En 1858, S. M. Rooker y su familia partieron hacia el este del territorio de Utah, guiados por el rumor de la buena fortuna de unos buscadores de oro. La familia llegó a orillas del río Cherry Creek el 30 de agosto de 1858 seguidos rápidamente por multitudes en la carrera por el oro de las Montañas Rocosas. 
Al pasar los años, las colonias SUD estaban ya bien establecidas en el Valle de San Luis, en el centro-sur de Colorado, pero en Denver todavía estaban muy dispersas y poco organizadas. Se mantuvieron así durante décadas, hasta que el entonces presidente de la iglesia y sucesor de Brigham Young, Wilford Woodruff le asignó a John W. Taylor, miembro del Quórum de los Doce, abrir formalmente una misión en Colorado el 14 de diciembre de 1896.
En 1940, poco más de cuarenta años después, se organizó la primera estaca en la zona, cubriendo una distancia de 250 millas, desde Cheyenne, Wyoming al norte, hasta Pueblo, Colorado por el sur. Hoy en día, esa región cuenta con diecisiete estacas, diez de las cuales se centran en el área metropolitana de Denver. Recientemente, los suburbios del sur de Denver se encontraban entre los de mayor crecimiento de la membresía SUD de habla inglesa en el mundo.
Las estacas de Denver ayudaron en el diseño y producción del programa de extracción y recopilación de datos genealógicos de la iglesia que han contribuido a aumentar dramáticamente la obra de las ordenanzas del templo en favor de los ancestros fallecidos. 

## Construcción

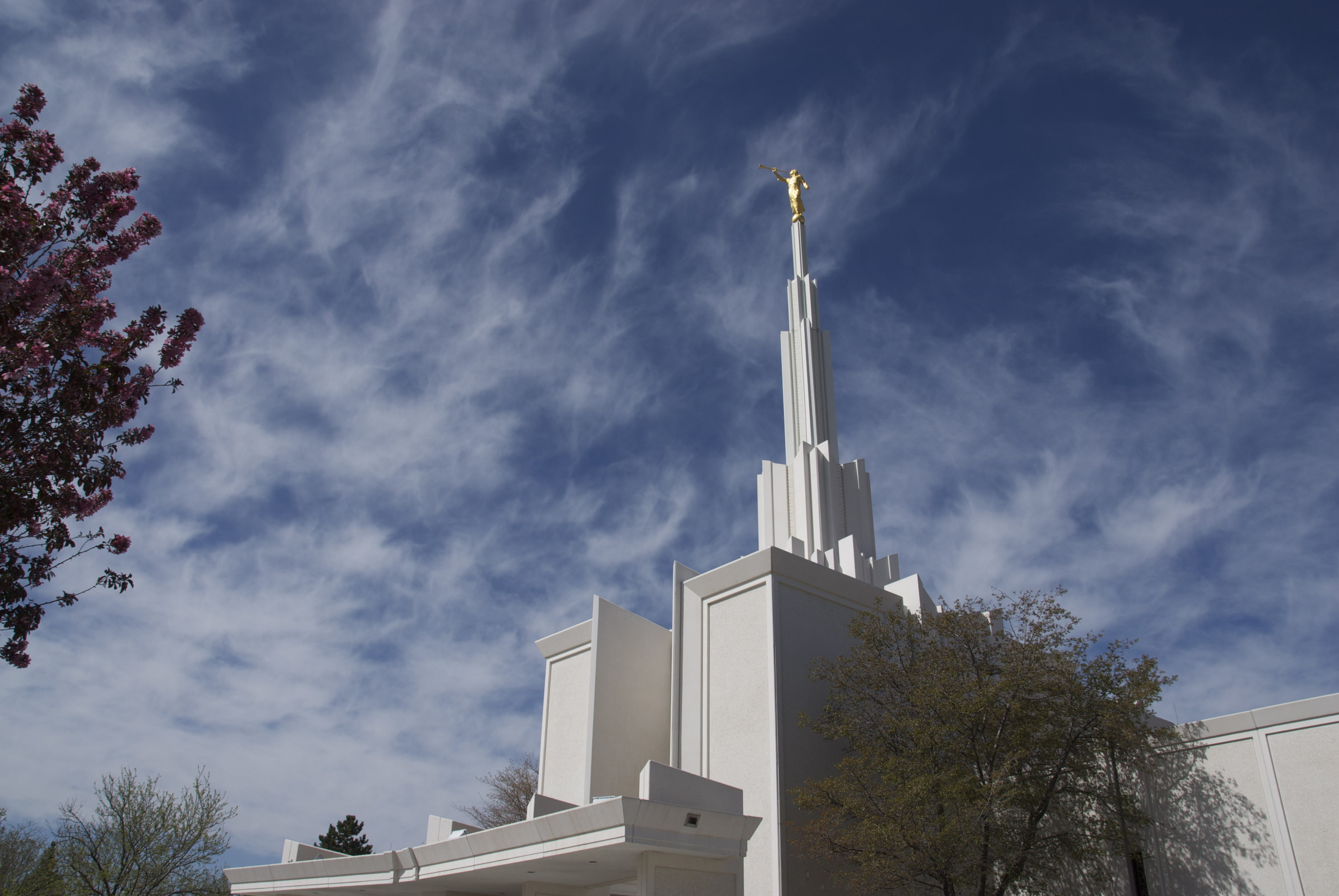
Detalle del pináculo del templo de Denver.

La Primera Presidencia de la iglesia SUD anunció la construcción del templo en la ciudad de Denver el 31 de marzo de 1982. Tras el anuncio público, la iglesia en ese país buscó un terreno adecuado, considerando varios puntos por cerca de 18 meses. Finalmente se decidió construir el templo religioso en un terreno que anteriormente había sido parte de un campo de golf y country club. Otros dos terrenos habían sido considerados para la construcción del nuevo templo pero por oposición de las comunidades quienes temían un incremento en el tráfico en los alrededores a causa de la nueva edificación, obligó a buscar nuevas opciones canalizando el lote actual. Los vecinos de Centennial también objetaron inicialmente debido al tamaño del futuro templo. El liderazgo de la iglesia permitió que la comunidad escogiera el diseño que considerase más adecuado para su vecindario y durante la noche acordaron apagar las luces para no encandilar los alrededores. La ceremonia de la primera palada se celebró el 19 de mayo de 1984 presidida por Gordon B. Hinckley. 
El templo se construyó a base de concreto prefabricado y el interior fue decorado con madera cavada a mano, así como con motivos pintados sobre las paredes y techos. La entrada del templo exhibe un vitral de 56 metros cuadrados especialmente diseñado para el templo. La arquitectura del templo de Denver sirvió como modelo para el diseño el templo de Toronto, en Canadá.

## Dedicación
El templo SUD de la ciudad de Denver fue dedicado para sus actividades eclesiásticas en 19 sesiones el 24 de octubre de 1986, por el entonces presidente de la iglesia SUD Ezra Taft Benson. Con anterioridad a ello, del 8 al 27 de septiembre de ese mismo año, la iglesia permitió un recorrido público de las instalaciones y del interior del templo al que asistieron cerca de 140.000 visitantes. Unos 28.000 miembros de la iglesia e invitados—incluyendo diez de los doce miembros del Quórum de los Doce Apóstoles—asistieron a la ceremonia de dedicación, que incluye una oración dedicatoria.

## Características
El templo de Denver tiene un total de 2.509 metros cuadrados de construcción, contando con cuatro salones empleados para las ordenanzas SUD y seis salones de sellamientos matrimoniales. Cuenta además con un baptisterio. Debido a que la iglesia SUD enseña que la segunda venida de Jesucristo ocurrirá por el este, la fachada principal del templo da la cara en esa dirección.